# Wybory parlamentarne i lokalne w Belize w 2012 roku

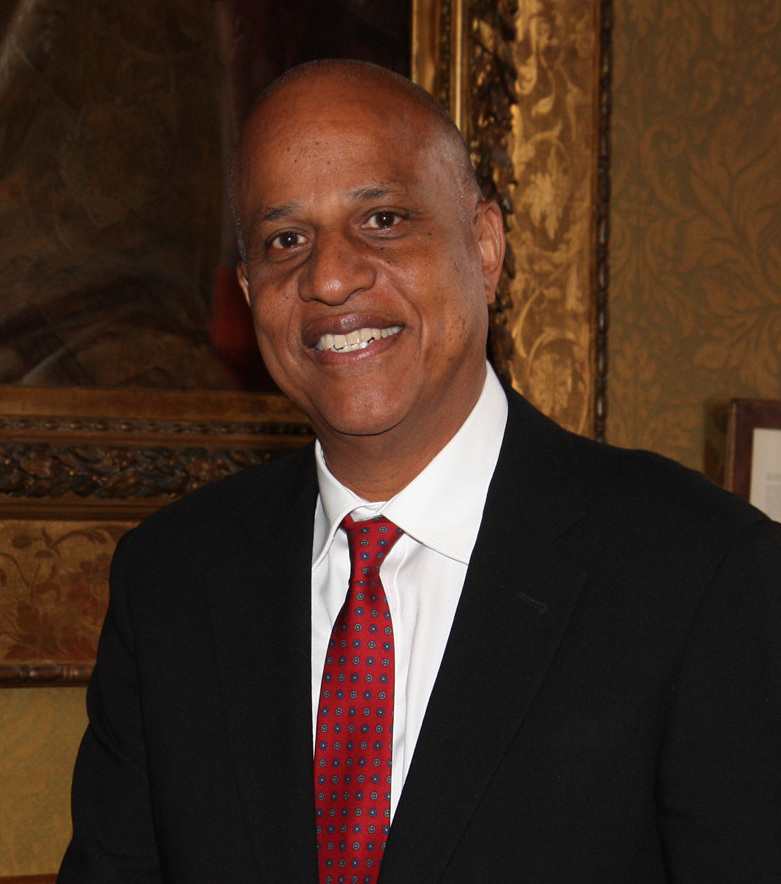
Dean Barrow

Wybory generalne w Belize w 2012 roku – wybory parlamentarne i lokalne w Belize w 2012 roku zostały przeprowadzone jednego dnia – 7 marca w celu wyłonienia 31 członków Izby Reprezentantów oraz członków instytucji samorządu terytorialnego. Przeprowadzeniem wyborów zajmował się Departament Wyborów i Granic, będący organem podrzędnym wobec Komisji Wyborów i Granic. Dean Barrow wraz ze Zjednoczoną Partią Demokratyczną (UDP) dostąpił reelekcji. W stosunku do poprzednich wyborów, które miały miejsce w 2008 roku, jego partia utraciła trzy mandaty na rzecz Zjednoczonej Partii Ludowej (PUP). W wyborach do samorządów lokalnych w sześciu okręgach zwyciężyła UDP, a w trzech – PUP.

## Wyniki wyborów parlamentarnych
Do udziału w wyborach uprawnionych było 178 054 osób. Głosy oddało 130 303 obywateli, co dało frekwencję na poziomie 73,18%. Głosy można było oddać na jednego z 74 kandydatów. Na obszarze całego kraju funkcjonowało 320 komisji wyborczych.
|  | Partia                           | Głosy   | Procent | Mandaty | % mandatów |
|  | -------------------------------- | ------- | ------- | ------- | ---------- |
|  | Zjednoczona Partia Demokratyczna | 64 976  | 50,37%  | 17      | 54,84%     |
|  | Zjednoczona Partia Ludowa        | 61 329  | 47,54%  | 14      | 45,16%     |
|  | Ludowa Partia Narodowa           | 828     | 0,64%   | –       | –          |
|  | Kandydaci niezależni             | 822     | 0,64%   | –       | –          |
|  | Wizja Natchniona przez Ludzi     | 382     | 0,30%   | –       | –          |
|  | Głosy nieważne                   | 1259    | 0,97%   | –       | –          |
|  | Razem głosy ważne                | 128 999 | 100,0%  | 31      | 100,0%     |

### Parlamentarzyści
Lista członków parlamentu wybranych 7 marca 2012:
| Okręg wyborczy       | Dystrykt    | Poseł                   |  | Partia | Pełnione funkcje                                                                          |
| -------------------- | ----------- | ----------------------- |  | ------ | ----------------------------------------------------------------------------------------- |
| Albert               | Belize      | Herman Longsworth       |  | UDP    | wiceminister edukacji, młodzieży i sportu                                                 |
| Belize Rural Central | Belize      | Dolores Balderamos      |  | PUP    |                                                                                           |
| Belize Rural North   | Belize      | Edmond Castro           |  | UDP    | wiceminister transportu                                                                   |
| Belize Rural South   | Belize      | Jose Manuel Heredia Jr. |  | UDP    | minister turystyki i kultury                                                              |
| Belmopan             | Cayo        | John B. Saldivar        |  | UDP    | minister bezpieczeństwa narodowego                                                        |
| Cayo Central         | Cayo        | Rene Montero            |  | UDP    | minister transportu                                                                       |
| Caribbean Shores     | Belize      | Santiago Castillo       |  | UDP    | wiceminister finansów i rozwoju gospodarczego                                             |
| Cayo North           | Cayo        | Joseph Mahmud           |  | PUP    |                                                                                           |
| Cayo North East      | Cayo        | Elvin Penner            |  | UDP    |                                                                                           |
| Cayo South           | Cayo        | Julius Espat            |  | PUP    |                                                                                           |
| Cayo West            | Cayo        | Erwin Contreras         |  | UDP    | minister handlu, promocji inwestycji, rozwoju sektora prywatnego oraz ochrony konsumentów |
| Collet               | Belize      | Patrick Faber           |  | UDP    | minister edukacji, młodzieży i sportu                                                     |
| Corozal Bay          | Corozal     | Pablo Marin             |  | UDP    | minister zdrowia                                                                          |
| Corozal North        | Corozal     | Hugo Patt               |  | UDP    | wiceminister rolnictwa i zasobów naturalnych                                              |
| Corozal South East   | Corozal     | Florencio Julian Marin  |  | PUP    |                                                                                           |
| Corozal South West   | Corozal     | Ramiro Ramirez          |  | PUP    |                                                                                           |
| Dangriga             | Stann Creek | Ivan Ramos              |  | PUP    |                                                                                           |
| Fort George          | Belize      | Said Musa               |  | PUP    |                                                                                           |
| Freetown             | Belize      | Francis Fonseca         |  | PUP    | lider opozycji                                                                            |
| Lake Independence    | Belize      | Mark King               |  | UDP    | wiceminister ds. rozwoju, przemian społecznych i zmniejszenia ubóstwa                     |
| Mesopotamia          | Belize      | Michael Finnegan        |  | UDP    | minister budownictwa i rozwoju miast                                                      |
| Orange Walk Central  | Orange Walk | Juan Antonio Briceño    |  | PUP    |                                                                                           |
| Orange Walk East     | Orange Walk | Marco Tulio Mendez      |  | PUP    |                                                                                           |
| Orange Walk North    | Orange Walk | Gaspar Vega             |  | UDP    | wicepremier, minister rolnictwa i zasobów naturalnych                                     |
| Orange Walk South    | Orange Walk | Jose Abelardo Mai       |  | PUP    |                                                                                           |
| Pickstock            | Belize      | Wilfred Elrington       |  | UDP    | minister spraw zagranicznych i prokurator generalny                                       |
| Port Loyola          | Belize      | Anthony Martinez        |  | UDP    | minister ds. rozwoju, przemian społecznych i zmniejszenia ubóstwa                         |
| Queen’s Square       | Belize      | Dean O. Barrow          |  | UDP    | premier oraz minister finansów i rozwoju gospodarczego                                    |
| Stann Creek West     | Stann Creek | Rodwell Ferguson        |  | PUP    |                                                                                           |
| Toledo East          | Toledo      | Michael Espat           |  | PUP    |                                                                                           |
| Toledo West          | Toledo      | Oscar Requena           |  | PUP    |                                                                                           |

## Wyniki wyborów samorządowych
W wyborach samorządowych uprawnionych do głosowania było 97 979 obywateli. Głosy oddało 66 136 spośród z nich, co przełożyło się na frekwencję na poziomie 67,50%. Zjednoczona Partia Demokratyczna zwyciężyła w sześciu okręgach: Belize City, San Pedro, Benque Viejo, Corozal, San Ignacio oraz Belmopan. Zjednoczona Partia Ludowa zdobyła natomiast najwięcej głosów w trzech okręgach: Orange Walk, Dangriga oraz Punta Gorda.